# Comte d'Airlie
Pour les articles homonymes, voir Airlie (homonymie).
Comte d'Airlie est un titre de la pairie d'Écosse créé le 2 avril 1639 pour James Ogilvy, en même temps que celui de Lord Ogilvy d'Alith et Lintrathen. Le titre de Lord Ogilvy d'Airlie avait été créé le 28 avril 1491. Le comte d'Airlie est à la tête du clan Ogilvy.
Les Airlie sont établis dans l'Angus, initialement à Kirriemuir dans le château d'Airlie, aujourd'hui dans le château (en) de Cortachy (en). David Ogilvy, né en 1958, est l'actuel détenteur du titre.

## Lords Ogilvy d'Airlie (1491)
- James Ogilvy (de), 1er Lord Ogilvy d'Airlie (1430–1504)
- John Ogilvy, 2e Lord Ogilvy d'Airlie (d. 1506)
- James Ogilvy, 3e Lord Ogilvy d'Airlie (d. 1524)
- James Ogilvy, 4e Lord Ogilvy d'Airlie (d. 1549)
- James Ogilvy, 5e Lord Ogilvy d'Airlie (d. 1606)
- James Ogilvy, 6d Lord Ogilvy d'Airlie (d. 1617)
- James Ogilvy, 7e Lord Ogilvy of Airlie (1586–1665) (crée Comte d'Airlie en 1639)

## Comtes d'Airlie (1639)
- James Ogilvy (en), 1er comte d'Airlie (1586-1665)
- James Ogilvy, 2e comte d'Airlie (vers 1615-1703)
- David Ogilvy, 3e comte d'Airlie (mort en 1717)
- James Ogilvy, de jure 4e comte d'Airlie (mort en 1731)
- John Ogilvy, 5e comte d'Airlie (1699-1761)
- David Ogilvy, de jure 6e comte d'Airlie (1725-1803)
- David Ogilvy, 7e comte de jure d'Airlie (1751-1812)
- Walter Ogilvy, de jure 8e comte d'Airlie (1733-1819)
- David Ogilvy, 9e comte d'Airlie (1785-1849)
- David Graham Drummond Ogilvy, 10e comte d'Airlie (1826-1881)
- David William Stanley Ogilvy, 11e comte d'Airlie (1856-1900)
- David Lyulph Gore Wolseley Ogilvy, 12e comte d'Airlie (1893-1968)
- David George Patrick Coke Ogilvy, 13e comte d'Airlie (1926-2023)
- David John Ogilvy, 14e comte d'Airlie (né en 1958)

L'héritier présomptif est son fils l'hon. David Huxley Ogilvy, Maître d'Ogilvy (né en 1991).